# We Are One (Ole Ola)
We Are One (Ole Ola) è un singolo del rapper statunitense Pitbull, pubblicato il 7 aprile 2014 come primo estratto dalla raccolta di artisti vari One Love, One Rhythm - The 2014 FIFA World Cup Official Album.

## Descrizione
Il singolo, in collaborazione con la cantante statunitense Jennifer Lopez e la cantante brasiliana Claudia Leitte, è stato scelto come inno ufficiale della XX Coppa del Mondo FIFA che si è svolta in Brasile. Il brano è stato pubblicato per la prima volta su YouTube il 7 aprile 2014 ed è stata pubblicata il giorno seguente su iTunes Store. Successivamente è stato inserito anche nell'ottavo album in studio di Pitbull Globalization.
La canzone è stata scritta e prodotta da Pitbull, Thomas Troelsen, Jennifer Lopez, Leitte, Daniel Murcia, Sia, Lukasz Gottwald, Henry Walter e Nadir Khayat.
Il brano ha un'atmosfera estiva e latina, con un suono di sax in sottofondo ed un ritornello caratterizzato da un fischio melodico. Pitbull e Jennifer Lopez si spartiscono rispettivamente la prima e la seconda strofa della canzone, mentre una piccola parte finale è affidata alla cantante brasiliana Claudia Leitte.
Sin dalla sua pubblicazione la canzone è stata vittima di forti polemiche, fino addirittura al boicottaggio di quest'ultima a favore di Dare (La La La), di Shakira.

## Pubblicazione
Il 23 gennaio 2014, FIFA e Sony Music Entertainment in una conferenza stampa a Rio de Janeiro hanno annunciato che We Are One (Ole Ola) sarebbe stata la canzone ufficiale dei Mondiali di calcio 2014. In quell'occasione, Pitbull ha detto: "Sono onorato di poter collaborare con Jennifer Lopez e Claudia Leitte in occasione dei Mondiali. Credo veramente che questo grande gioco e il potere della musica aiuteranno a unificarci, perché siamo migliori quando siamo una cosa sola".
Una versione di We Are One (Ole Ola) cantata solo da Pitbull trapelò in rete già il 2 febbraio 2014 ma era possibile trovarla soltanto a bassa risoluzione e non è mai stata rilasciata una versione in alta definizione. Per molte persone questa versione era la più bella.
Il brano è stato distribuito sui più importanti store digitali l'8 aprile 2014. Un remix di We Are One (Ole Ola) del gruppo Olodum è stato pubblicato sia su YouTube il 9 aprile che su ITunes Store il 15 aprile. Il 18 aprile la canzone approda nelle radio italiane.

## Accoglienza
Il brano ha ricevuto critiche negative da parte di molti appassionati di calcio, giudicandola mancante di elementi tipicamente brasiliani e legati al calcio.
Molte persone hanno criticato il fatto che la FIFA abbia scelto, come cantanti dell'inno ufficiale del campionato del mondo in Brasile, Pitbull e Jennifer Lopez, artisti statunitensi che non hanno nulla in comune con la cultura brasiliana. Inoltre ha anche fatto discutere la scelta di far cantare soltanto pochi secondi la cantante brasiliana Claudia Leitte verso la fine del brano.
Anche il video della canzone non è stato esente da polemiche: pur contenendo immagini di repertorio relative a mondiali di calcio precedenti, il video conterrebbe molti stereotipi brasiliani nei quali il popolo non si riconosce come ballerine seminude che ballano samba e bambini scalzi che giocano per le strade.
Carl Williot di Idolatror ha affermato che nel brano si è dato spazio più a Pitbull, quasi trascurando la presenza di Jennifer Lopez e Claudia Leitte. Judy Cuntor-Navas di Billboard ha definito la canzone come sorprendentemente orecchiabile. Gaia Passerelli, conduttrice di MTV Brazil, ha così commentato: "We Are One, quella di questo mondiale, mi sembra un generico pezzo pop privo di interesse, che ha poco a che vedere con la ricca tradizione musicale del nostro Paese".

## Promozione

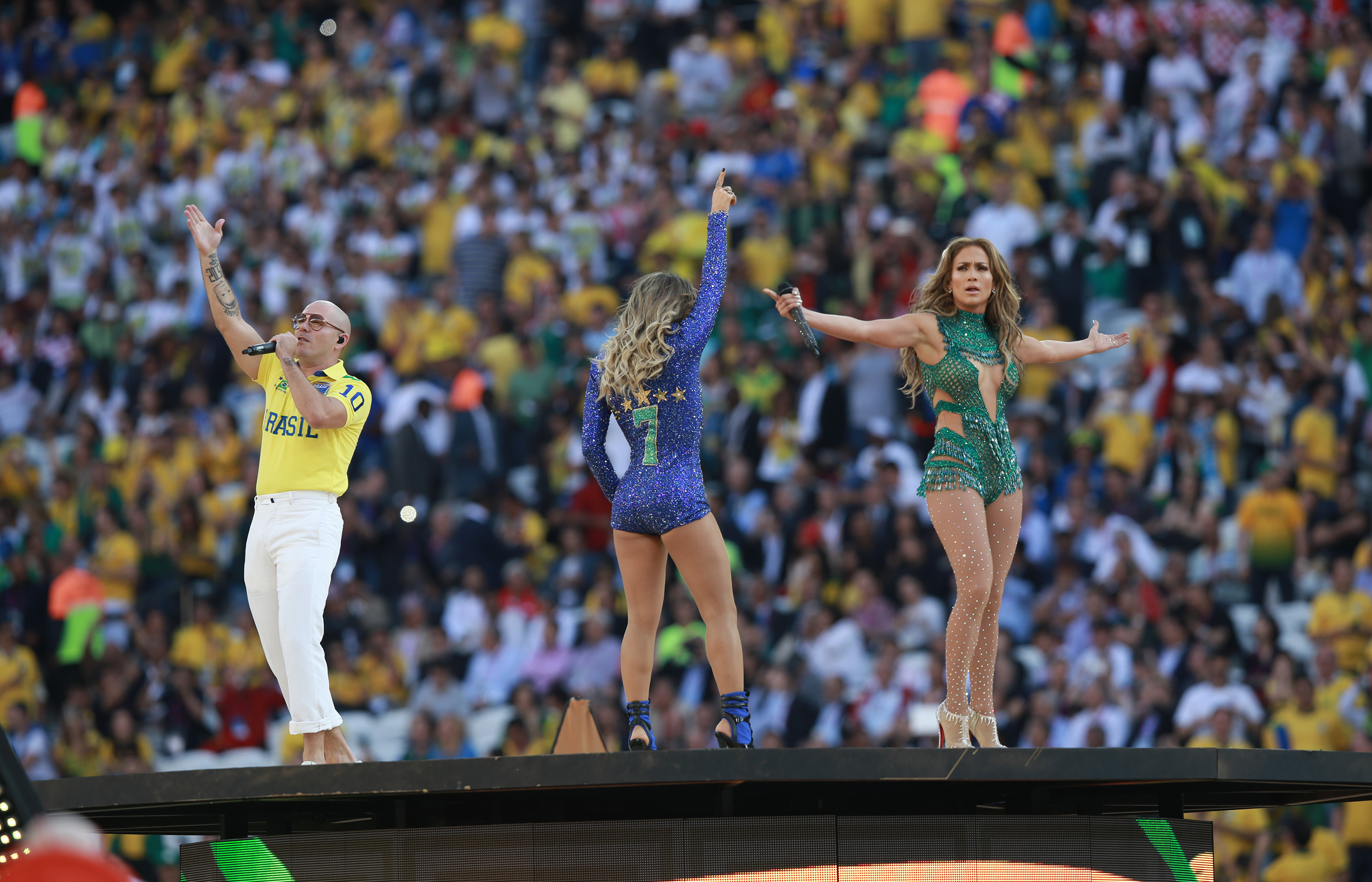
Pitbull, Leitte e Lopez durante la cerimonia d'apertura dei Mondiali di calcio 2014

Pitbull ha presentato dal vivo un piccolo estratto della canzone il 14 marzo all'iTunes Festival 2014 a Austin, in Texas. Il 18 maggio Pitbull, la Lopez e la Leitte hanno eseguito per la prima volta la canzone intera ai Billboard Music Awards 2014. I tre artisti hanno eseguito di nuovo la canzone alla cerimonia di apertura dei Mondiali di Calcio 2014 il 12 giugno all'Arena Corinthians di San Paolo prima della partita fra Brasile e Croazia.

## Video musicale
All'inizio di febbraio 2014, i tre artisti hanno girato il videoclip a Fort Lauderdale, in Florida, pubblicato il 16 maggio successivo sul canale YouTube del rapper.
Il video è caratterizzato da un montaggio di diverse immagini di precedenti campionati del mondo di calcio, nelle quali appaiono tra gli altri, Lionel Messi, Cristiano Ronaldo e Mario Balotelli. Tra un'immagine e l'altra, Pitbull, Jennifer Lopez e Claudia Leitte cantano e ballano circondati da tifosi di diverse nazionali e ballerine brasiliane.
A poche ore dalla pubblicazione del video su YouTube, il video ha raggiunto rapidamente 10 milioni di visualizzazioni. Dopo circa tre settimane il video ha raggiunto e superato i 50 milioni di visualizzazioni.

## Classifiche

### Classifiche settimanali
| Classifica (2014) | Posizione massima |
| ----------------- | ----------------- |
| Austria           | 6                 |
| Belgio (Fiandre)  | 2                 |
| Belgio (Vallonia) | 1                 |
| Canada            | 51                |
| Danimarca         | 16                |
| Finlandia         | 13                |
| Francia           | 3                 |
| Germania          | 6                 |
| Italia            | 2                 |
| Lussemburgo       | 2                 |
| Norvegia          | 19                |
| Paesi Bassi       | 9                 |
| Regno Unito       | 29                |
| Repubblica Ceca   | 20                |
| Slovacchia        | 40                |
| Spagna            | 4                 |
| Stati Uniti       | 59                |
| Svezia            | 56                |
| Svizzera          | 2                 |

### Classifiche di fine anno
| Classifica (2014) | Posizione |
| ----------------- | --------- |
| Italia            | 44        |